# Wendetisch
Ein Wendetisch oder Stapelwender wird u. a. in der Druckindustrie genutzt. Hierbei werden die einseitig bedruckten Bogen, die auf einer Palette abgesetzt wurden, mit einem Wendetisch gewendet. Danach kann die Palette für den Widerdruck in die Druckmaschine gefahren werden.
Der Wendetisch ersetzt die körperlich sehr anstrengende Arbeit des Wendens der Bogen zwischen den beiden getrennten Druckvorgängen durch Automatisierung. Moderne Druckmaschinen (Schön- und Widerdruckmaschinen) können beide Seiten in einem einzigen Arbeitsgang bedrucken.